# Danh sách cuộc nhường ngôi trong lịch sử Việt Nam
Dưới đây là danh sách ghi nhận những cuộc nhường ngôi trong lịch sử Việt Nam:

## Tự nguyện nhường ngôi

### Nhường ngôi nhưng vẫn giữ quyền nhiếp chính
1. Không rõ năm bao nhiêu trước công nguyên, Hùng Duệ Vương (tức Hùng Vương thứ XVIII) Huệ Lang truyền cho con trưởng nối ngôi xưng là Hùng Kính Vương (tức Hùng Vương thứ XIX). Nhưng Hùng Kính Vương chỉ làm vua được 6 năm thì mất nên Hùng Duệ Vương lại lên làm vua lần thứ hai, do thời gian làm vua quá ngắn ngủi nên sử sách không đề cập, sự kiện này chỉ được chép trong các thần tích và ngọc phả đền Hùng.[1]
2. Năm 1258, Trần Thái Tông Trần Cảnh truyền ngôi cho thái tử Trần Hoảng rồi lui về Bắc cung,[2][3][4][5][6] được tôn là Hiển Nghiêu Thánh Thọ Thái thượng hoàng đế.[7] Ông duy trì ngôi vị này 19 năm cho đến khi qua đời, hưởng dương 58 tuổi.[8] Lệ Thái thượng hoàng của nhà Trần - có gốc rễ bởi Trần Thái Tổ do Trần Thủ Độ khởi xướng - từ đó trở thành truyền thống, thứ nhất để tránh việc tranh giành ngôi báu giữa các hoàng tử do đã sớm được định đoạt,[9] tiếp đến là rèn luyện cho tân quân làm quen với việc cai trị đất nước,[10] và điều thứ ba quan trọng nhất là đề phòng bất trắc khi có biến loạn mỗi người sẽ đi mỗi ngả, người này nếu gặp sự cố vẫn còn người kia để cáng đáng mọi việc.[11][12] Thực chất, khi Thái thượng hoàng chưa băng hà thì vai trò của nhà vua chẳng khác nào một thái tử, sở dĩ những vị quân chủ nhà Trần sau khi từ nhiệm tôn hiệu đều có chữ Nghiêu bởi họ tự coi mình như vua Nghiêu, và người nhận ngôi được xem như vua Thuấn.[13]
3. Năm 1278, Trần Thánh Tông Trần Hoảng truyền ngôi cho thái tử Trần Khâm,[6][14][15][16][17] được tôn làm Quang Nghiêu Từ Hiếu Thái thượng hoàng đế.[18][19] Ông giữ ngôi vị được 12 năm thì tạ thế, hưởng dương 51 tuổi.[20][21][22]
4. Năm 1293, Trần Nhân Tông Trần Khâm truyền ngôi cho thái tử Trần Thuyên,[3][23][24][25][26] được tôn là Hiến Nghiêu Quang Thánh Thái thượng hoàng đế.[27][28][29] Năm 1299, ông xuất gia đạo hiệu là Đầu Đà Hoàng Giác Điều Ngự, trở thành thủy tổ của thiền phái Trúc Lâm.[30] tu hành được 15 năm thì viên tịch tại am Ngọa Vân núi Yên Tử, hưởng dương 50 tuổi.[31][32][33]
5. Năm 1314, Trần Anh Tông Trần Thuyên truyền ngôi cho thái tử Trần Mạnh,[26][34][35][36] được tôn là Quang Nghiêu Duệ Vũ Thái thượng hoàng đế.[37][38] Ông từ trần 6 năm sau đó tại cung Trùng Quang, hưởng dương 47 tuổi.[31][39][40][41]
6. Năm 1329, Trần Minh Tông Trần Mạnh truyền ngôi cho thái tử Trần Vượng,[26][42][43][44] được tôn là Chương Nghiêu Văn Triết Thái thượng hoàng đế.[38][45] Ông băng hà tại cung Bảo Nguyên sau 28 năm giữ ngôi, hưởng dương 58 tuổi.[46][47][48][49]
7. Năm 1372, Trần Nghệ Tông Trần Phủ sau 3 năm chấp chính đã nhường lại ngai vàng cho em là thái tử Trần Kính để lui về làm Thái thượng hoàng.[50][51][52][53][54][55][56] Tuy nhiên, ông vẫn là người cai trị thực tế suốt 23 năm sau đó, trải 3 đời vua cho đến lúc quy tiên, thọ 74 tuổi.[57][58]
8. Cuối năm 1400, Đại Ngu Thánh Nguyên Đế Hồ Quý Ly nhường ngôi cho con thứ Hồ Hán Thương rồi tự xưng là Thái thượng hoàng,[59] tuy nhiên ông vẫn trực tiếp điều hành chính sự.[60][61][62][63][64][65] Năm 1407, tướng Trương Phụ của nhà Minh đem binh tiến đánh An Nam, cha con họ Hồ bại trận bị bắt đưa về phương Bắc,[66] kết cục cả hai đều bị giết trên đường giải đến Yên Kinh, lúc đó Hồ Quý Ly đã 72 tuổi,[67] có thuyết khác lại nói 2 người bị lưu đày mấy năm sau mới chết.[68]
9. Năm 1529, Mạc Thái Tổ Mạc Đăng Dung nhường ngôi cho Thái tử Mạc Đăng Doanh rồi lên làm Thái thượng hoàng.[69][70][71][72][73] Ông giữ ngôi vị này trong 13 năm, trải qua hai đời vua thì băng hà, hưởng dương 59 tuổi.[68][74][75][76][77][78]

### Nhường ngôi do tác động từ ngoại cảnh
1. Năm 1592, Mạc Mục Tông Mạc Mậu Hợp trong tình hình bị quân Lê Trịnh vây hãm Thăng Long đã hạ chiếu chỉ nhường ngôi cho con thứ là Mạc Cảnh Tông Mạc Toàn làm vua[79][80] để giữ việc nước còn mình thân chinh cầm quân chống nhau với Nam Triều.[81][82] Tuy nhiên, trong một trận giao chiến với quân nhà Lê, quân Mạc thảm bại, Mạc Mậu Hợp trốn vào chùa Mô Khê cạo đầu giả làm sư nhưng vẫn bị bắt và đem chém ở bãi cát Bồ Đề,[83] hưởng dương 33 tuổi. Ít lâu sau, Mạc Toàn cũng chịu chung số phận như cha nhưng pháp trường hành quyết là bến Thảo Tân.[84][85][86][87]
2. Năm 1643, Lê Thần Tông Lê Duy Kỳ sau 25 năm cầm quyền do ngán ngẩm trước cảnh lộng quyền lấn át của chúa Trịnh nên đã quyết định nhường ngôi cho con là Lê Duy Hựu rồi lui về làm Thái thượng hoàng,[88][89][90][91][92] việc thay đổi ngôi vị này duy trì được 7 năm thì Lê Chân Tông mắc bệnh qua đời mà không có con nối dõi.[93] Thanh Đô Vương Trịnh Tráng thuyết phục Thái thượng hoàng trở lại làm vua, ông tiếp tục trị vì đất nước thêm 13 năm nữa thì tạ thế, hưởng dương 56 tuổi.[94][95]
3. Năm 1705, Lê Hy Tông Lê Duy Cáp cũng bởi chán ghét cảnh chúa Trịnh chuyên quyền nên nhường ngôi cho Thái tử Lê Duy Đường rồi lui về làm Thái thượng hoàng,[96][97] giữ ngôi vị được 12 năm thì chết, hưởng dương 54 tuổi.[98][99][100][101][102]

## Không tự nguyện nhường ngôi
1. Năm 1224, Lý Huệ Tông Lý Sảm trong tình trạng cuồng loạn đã bị quyền thần Trần Thủ Độ bức phải nhường ngôi cho con gái là Chiêu Thánh công chúa Lý Phật Kim[103][104] để đi tu ở chùa Bút Tháp với pháp danh Huệ Quang đại sư,[105][106][107][108][109] ông làm hòa thượng được 2 năm, có lần ra đường dân chúng nhìn thấy tỏ vẻ thương cảm. Trần Thủ Độ sợ lòng dân còn tưởng nhớ đến nhà Lý bèn đưa cựu hoàng đến chùa Chân Giáo trong đại nội.[110][111] Một hôm, Thủ Độ đến chùa Chân Giáo gặp lúc sư Huệ Quang đang nhổ cỏ liền nói: "nhổ cỏ thì phải nhổ cả rễ sâu". Đại sư biết ý liền thắt cổ tự vẫn sau đó ít lâu, hưởng dương 33 tuổi.[112][113]
2. Năm 1225, Lý Chiêu Hoàng Lý Phật Kim trao ngai vàng cho chồng là Trần Cảnh,[104][114][115][116][117] lúc đó do nữ vương còn nhỏ chưa hiểu rõ sự đời nên Thái sư Trần Thủ Độ lợi dụng giàn dựng màn kịch nhường ngôi để che mắt thế gian.[106][108][118] Sau khi thoái vị bà được lập làm Chiêu Thánh hoàng hậu, do không có con nên bà bị phế truất và ép gả cho Lê Phụ Trần,[119] sau đó bà về quê Cổ Pháp và mất ở đó, thọ 61 tuổi.[112][120]
3. Năm 1398, Trần Thuận Tông Trần Ngung bị ngoại thích Hồ Quý Ly khống chế ép phải nhường ngôi cho thái tử Trần An[121][122][123], được tôn là Thái thượng Nguyên Quân hoàng đế.[67][124] Đầu tiên, ông lui về cung Bảo Thanh ở núi Đại Lại an dưỡng, sau đó bị đưa ra quán Ngọc Thanh để xuất gia thờ Đạo giáo.[125][126] Hồ Quý Ly mấy lần sai người đến đầu độc nhưng Thượng hoàng không chết, cuối cùng phái tướng Phạm Khả Vĩnh đến trực tiếp thắt cổ, lúc đó Trần Ngung mới 23 tuổi.[127][128]
4. Đầu năm 1400, Trần Thiếu Đế Trần An bị ngoại thích Hồ Quý Ly ép phải nhường ngôi cho mình,[123] sau 3 lần giả vờ từ chối vì lý do tuổi cao sức yếu, ông ta mới tiếp nhận ngai vàng, lập ra nhà Hồ, đổi quốc hiệu là Đại Ngu.[67][129] Trần An bị giáng làm Bảo Ninh Đại vương, vì là cháu ngoại Quý Ly nên thoát khỏi bị giết, sau mất khi nào không rõ.[127][130][131][132]
5. Năm 1527, Lê Cung Hoàng Lê Xuân bị quyền thần Thái sư An Hưng vương Mạc Đăng Dung ép phải xuống chiếu nhường ngôi cho mình.[74][133][134][135][136][137] Sau khi nhường ngôi, Lê Xuân bị giáng xuống làm Cung vương rồi được đưa vào giam lỏng ở Tây Nội, vài tháng sau bị Mạc Thái Tổ ép phải tự tử, hưởng dương 21 tuổi.[68][138][139][140]
6. Năm 1729, Lê Dụ Tông Lê Duy Đường bị chúa Trịnh Cương ép phải nhường ngôi cho thái tử Lê Duy Phường,[97][141] ông lui về cung Kiền Thọ xưng là "Thuận Thiên thừa vận hoàng thượng" được 3 năm thì mất, thọ 52 tuổi.[100][142][143][144]
7. Năm 1740, Lê Ý Tông Lê Duy Thận bị chúa Trịnh Doanh ép nhường ngôi cho cháu là Lê Duy Diêu để lui về làm Thái thượng hoàng,[145][146][147] ông giữ chức vụ này được 20 năm thì qua đời, hưởng dương 41 tuổi.[148][149][150][151][152]
8. Năm 1907, nhân dịp Nguyễn Thành Thái Phế Đế Nguyễn Phúc Bửu Lân không phê chuẩn việc bổ nhiệm một số quan lại đã được Khâm sứ Lévêque và Hội đồng Thượng thư thỏa thuận, Lévêque đã tuyên bố truất quyền và quản thúc nhà vua trong Đại nội. Một Hội đồng Phụ chính do Trương Như Cương cầm đầu được thành lập. Không lâu sau, triều thần theo lệnh của nước mẹ Đại Pháp vào điện Càn Thanh dâng vua dự thảo chiếu thoái vị, có chữ ký của các đại thần, với lý do sức khoẻ không bảo đảm, xin tự nguyện thoái vị để nhường ngôi cho hoàng tử thứ 8 là Nguyễn Phúc Vĩnh San. Xem xong bản dự thảo, Thành Thái chỉ cười, ghi ngay hai chữ "phê chuẩn" rồi quay lưng đi vào. Do người Pháp không chấp nhận ngôi vị Thái thượng hoàng, thành thử vua Duy Tân chỉ dám tôn xưng cha là Hoàng Phụ Hoàng Đế.[153] Ông bị đưa đi quản thúc ở Cap Saint Jacques (Vũng Tàu ngày nay). Đến nǎm 1916, ông đày ra đảo Réunion cùng với con trai là vua Duy Tân. Ông mất ngày 24 tháng 3 năm 1954 và được an táng tại khuôn viên thành An Lăng (lăng Dục Đức) tại xã An Cựu, huyện Hương Thủy, tỉnh Thừa Thiên - Huế, thọ 75 tuổi.

## Danh sách những cuộc nhường ngôi không phải do quân chủ thực hiện
1. Năm 980, Thái hậu Dương Vân Nga của nhà Đinh trong bối cảnh quân Tống sắp kéo sang đánh Đại Cồ Việt, nhận thấy các tướng sĩ đều thuận việc tôn Thập đạo tướng quân Lê Hoàn lên làm vua để lãnh đạo kháng chiến.[154] Với tư cách nhiếp chính của triều đình lúc bấy giờ, bà đã đem áo long cổn của con trai mình là Đinh Thiếu Đế Đinh Toàn khoác lên mình nhân vật này, mở ra triều đại Tiền Lê.[155][156][157][158] Về phần Đinh Toàn, bị giáng làm Vệ Vương,[159] đến năm 1001 đi cùng Lê Hoàn dẹp loạn Cử Long ở vùng Cẩm Thủy (tỉnh Thanh Hóa ngày nay), ông bị trúng tên chết khi chỉ mới 27 tuổi.[160][161]
2. Năm 1517, do bất mãn với sự tàn bạo các vua Lê Uy Mục và Lê Tương Dực, một người dân thường là Trần Cảo đã đứng lên hô hào quần chúng nổi dậy tổ chức vũ trang chống lại triều đình, ông tự xưng là "Đế Thích giáng sinh".[162] Sau những thất bại liên tiếp trong chiến sự với quân nhà Lê nên cảm thấy chán nản, Trần Cảo quyết định truyền ngôi cho con là Trần Thăng rồi thay tên đổi họ xuống tóc đi tu biệt tích.[163][164][165] Trần Thăng lãnh đạo nghĩa quân thêm được vài năm thì bị đại tướng nhà Lê là Mạc Đăng Dung dẹp tan, bị bắt sống giải về kinh thành Thăng Long hành quyết.[166]
3. Năm 1569, Trịnh Thế Tổ Trịnh Kiểm do đau nặng nên xin phép vua Lê Anh Tông cho mình trao lại binh quyền cho con trưởng là Tuấn Đức hầu Trịnh Cối để lui về nghỉ ngơi.[167][168][169][170] Chưa đầy năm sau, ông qua đời, thọ 67 tuổi.[171][172] Về phần Trịnh Cối do ham mê tửu sắc nên các tướng lĩnh không phục tổ chức bạo loạn đánh đuổi phải chạy về hàng nhà Mạc rồi chết ở Bắc triều, em khác mẹ của ông là Bình An vương Trịnh Tùng quần thần được suy tôn làm chúa.[173][174]
4. Năm 1645, Trịnh Văn Tổ Trịnh Tráng cảm thấy đã già yếu nên xin phép vua Lê Thần Tông phong cho con thứ hai là Trịnh Tạc làm Thái úy Tây quốc công, thay mình trông coi việc nước.[91][175] Năm 1652, Trịnh Tráng được nhà Minh phong làm Phó quốc vương, ông liền thăng cho Trịnh Tạc chức Nguyên soái chưởng quốc chính Tây Định Vương.[176][177] Về danh nghĩa Trịnh Tạc đã thay cha nắm giữ quyền lực, tuy vậy Trịnh Tráng vẫn nhiếp chính thêm 5 năm nữa cho đến lúc qua đời, thọ 81 tuổi.[178][179]
5. Năm 1736, Trịnh Dụ Tổ Trịnh Giang do đam mê chơi bời sa đọa, chẳng thiết gì chuyện quốc gia đại sự nên đã trao quyền nhiếp chính cho em là Minh Đô Vương Trịnh Doanh để có nhiều thời gian cho việc hưởng lạc của mình.[180] Điều này khiến hoạn quan lộng hành, dân chúng căm phẫn, giặc cỏ nổi loạn khắp nơi, tình hình chính trị bất ổn hết sức nguy ngập.[148] Năm 1740, các tướng đứng đầu là Nguyễn Quý Cảnh, Nguyễn Công Thái và Vũ Công Tể được sự đồng thuận của Vương thái phi Vũ thị đã tổ chức chính biến lật đổ nhà chúa, hợp pháp hóa quyền lực cho Trịnh Doanh.[149] Trịnh Giang được tôn là Thái thượng vương,[145][181] bị đưa ra lánh tại cung Thưởng Trì và ở đây cho đến khi qua đời, thọ 52 tuổi.[182][183]
6. Năm 1776, trong tình thế quân Tây Sơn đuổi đánh phải chạy đến Gia Định, Định vương Nguyễn Phúc Thuần bị hàng tướng người Hoa kiều là Lý Tài ép phải nhường ngôi cho Đông cung Nguyễn Phúc Dương để phối hợp cùng nhau mưu đồ khôi phục.[184][185] Nguyễn Phúc Dương tự xưng là Tân Chính vương, tôn Nguyễn Phúc Thuần làm Thái thượng vương.[186][187] Chưa đầy 1 năm sau, quân Tây Sơn do Long Nhương tướng quân Nguyễn Huệ, kéo xuống Gia Định đánh bại nhị vương. Tân Chính vương bị quân Tây Sơn bắt sống, đưa về xử tử tại Gia Định vào ngày Tân Hợi tháng Tám (tức 19 tháng 9 năm 1777).[188] Một tháng sau, Thái Thượng vương Nguyễn Phúc Thuần cũng bị quân Tây Sơn bắt được và hành quyết vào ngày Canh Thìn tháng Chín (tức 18 tháng 10 năm 1777), hưởng dương 24 tuổi.[189][190][191]